# 56e division d'infanterie (Empire allemand)
Pour les articles homonymes, voir 56e division d'infanterie.
La 56e division d'infanterie  est une unité de l'armée allemande, créée en 1915, qui participe à la Première Guerre mondiale. Elle est rapidement transférée sur le front de l'est où elle participe aux combats de l'été repoussant les troupes russes. En septembre 1915, la division est déplacée sur le front de l'Ouest et combat en Champagne.
En 1916, la 56e division est successivement engagée sur la rive gauche de la Meuse, lors de la bataille de Verdun, puis dans la Somme. Durant l'année 1917, elle est engagée dans la région d'Arras, avant d'occuper un secteur du front vers Verdun durant l'automne. En 1918, la division est engagée dans la bataille de la Lys puis participe ensuite aux combats défensifs de l'armée allemande dans les Flandres. Après la signature de l'armistice, la division est transférée en Allemagne et dissoute l'année suivante.

## Première Guerre mondiale

### Composition

#### 1915 - 1916
- 112e brigade d'infanterie

35e régiment de fusiliers
88e régiment d'infanterie
118e régiment d'infanterie (de)
- 4 escadrons du 17e régiment de hussards
- 56e brigade d'artillerie de campagne

111e régiment d'artillerie de campagne (6 batteries)
112e régiment d'artillerie de campagne (6 batteries)
- 111e et 112e compagnie de pionniers

#### 1917
- 112e brigade d'infanterie

88e régiment d'infanterie
118e régiment d'infanterie
186e régiment d'infanterie
- 4 escadrons du 17e régiment de hussards
- 56e commandement divisionnaire d'artillerie

112e régiment d'artillerie de campagne (9 batteries)
- 111e et 112e compagnie de pionniers

#### 1918
- 112e brigade d'infanterie

88e régiment d'infanterie
118e régiment d'infanterie
186e régiment d'infanterie
- 4 escadrons du 17e régiment de hussards
- 56e commandement divisionnaire d'artillerie

112e régiment d'artillerie de campagne (9 batteries)
56e bataillon d'artillerie à pied
- 139e bataillon de pionniers

### Historique
La division est formée en mars 1915 par le regroupement du 35e régiment de fusiliers issu de la 6e division d'infanterie, du 88e régiment d'infanterie provenant de la 21e division d'infanterie et du 118e régiment d'infanterie issu de la 25e division d'infanterie. En mai 1917, le 25e régiment de fusiliers est remplacé par le 186e régiment d'infanterie en provenance de la 25e division de Landwehr créant une division homogène du grand-duché de Hesse.

#### 1915
- 6 - 25 mars : formation dans la région de Vouziers ; mise en réserve de l'OHL.
- 25 mars - 3 mai : mouvement vers le front, occupation d'un secteur en Champagne au sud de Ripont.
- 3 - 13 mai : retrait du front, transport par V.F. vers le Front de l'Est. À partir du 9 mai, en réserve de la 11e armée allemande.
- 13 - 23 mai : engagée dans l'offensive de Gorlice-Tarnów en Galice, poursuite des troupes russes au-delà du San.
- 27 mai - 4 juin : combat autour de Jaroslau.
- 4 - 15 juin : progression allemande, à partir du 12 juin combats pour la prise de Lubaczów.
- 17 - 22 juin : combat pour la prise de Lemberg.
- 22 - 23 juin : poursuite des troupes russes vers la frontière de la Galice et de la Pologne.
- 23 - 28 juin : retrait du front, la division est mise en réserve de la 11e armée allemande.
- 28 juin - 4 juillet : transport par V.F. de Jaroslau vers le front de l'ouest, arrivée dans la région de Valenciennes.
- 4 - 28 juillet : repos dans la région de Valenciennes.
- 28 juillet - 25 septembre : transport par V.F. en Lorraine ; repos dans la région de Phalsbourg, Saverne et Schirmeck[1].
- 25 septembre - 15 novembre : engagée dans la bataille de Champagne dans le secteur de Maison de Champagne[n 1]. La division est retirée du front et réorganisée. À partir du mois de novembre, la division est en ligne au nord de la Main de Massiges. Engagée ensuite dans une contre-attaque sur le mont Têtu[1].
- 15 novembre - 1er décembre : retrait du front, repos.
- 1er décembre 1915 - 25 avril 1916 : mouvement vers le front, occupation d'un secteur calme en Champagne au sud de Rouvroy.

#### 1916
- 25 avril - 26 mai : retrait du front, repos dans la région de Sedan.
- 26 mai - 15 juillet : mouvement vers la Lorraine. Engagée dans la bataille de Verdun, sur la rive gauche dans le secteur du Mort-Homme[1].

31 mai : attaque française qui provoque de lourdes pertes pour la division ; puis organisation du terrain dans le même secteur.
- 15 - 21 juillet : retrait du front, transport par V.F. dans la région de Sedan ; repos.
- 21 juillet - 23 août : mouvement vers le front, occupation d'un secteur dans la région de la crête de Vimy.
- 24 août - 9 septembre : mouvement de rocade, engagée dans la bataille de la Somme vers Ginchy dans le secteur du bois de Belleville[1].

31 août : contre-attaque allemande au nord-est du bois.
- 10 septembre - 31 octobre : retrait du front, transport par V.F. en Champagne, occupation d'un secteur vers Cernay-lès-Reims et le fort de la Pompelle.
- 1er - 13 novembre : retrait du front, mouvement vers la Somme. Mise en réserve du groupe d'armée du Kronprinz Rupprecht.
- 13 - 26 novembre : à nouveau engagée dans la bataille de la Somme.
- 26 novembre 1916 - 7 janvier 1917 : occupation et organisation d'un secteur du front sur la Somme.

#### 1917
- 7 janvier - 11 février : retrait du front, repos dans la région de Saint-Quentin.
- 11 février - 30 mars : mouvement vers le front, occupation d'un secteur au sud de la Somme dans la région de Biaches. Participe au repli allemand lors de l'opération Alberich et occupe de nouvelles positions au nord de Saint-Quentin[2].
- 31 mars - 10 avril : retrait du front, mouvement vers Courrières dans la région du bassin minier de Lens.
- 10 avril - 20 mai : engagée dans la bataille d'Arras, de nombreuses pertes dues à une succession d'actions locales. Pendant cette période, la division est renforcée par l'arrivée de plus de 1 000 hommes[2].
- 20 mai - 30 juin : occupation et organisation d'un secteur du front dans cette région.
- 1er juillet - 15 août : retrait du front, repos dans la région de Buzancy et de Grandpré ; puis repos à partir du mois d'août dans la région de Carignan.
- 15 août - 30 octobre : mouvement vers la Woëvre, renforcement du front de Verdun à l'est de Vaux. Occupation en septembre d'un secteur entre le bois des Chaumes et Beaumont.
- 30 octobre - 10 novembre : retrait du front, repos.
- 10 novembre 1917 - 20 mars 1918 : mouvement de rocade, occupation d'un secteur sur la rive gauche de la Meuse vers le bois de Cheppy.

#### 1918
- 20 mars - 18 avril : retrait du front par extension du front de la 13e division de réserve ; repos et instruction.
- 19 - 25 avril : transport par V.F. de Cesse par Sedan, Dinant, Charleroi, Braine-le-Comte, Tournai et Roubaix pour marcher par étapes vers Croix[2].
- 25 avril - 2 mai : engagée dans la bataille de la Lys, attaque des lignes françaises et capture du village de Kemmel.
- 2 - 11 mai : relève par la 29e division d'infanterie[2], retrait du front et repos au nord de Menin.
- 11 mai - 4 juin : relève de la 13e division de réserve dans le secteur de Voormezeele[2], occupation d'un secteur au sud d'Ypres.
- 4 juin - 2 juillet : retrait du front, repos dans la région de Bruges.
- 2 juillet - 19 octobre : mouvement vers le front, occupation d'un secteur dans la région d'Ypres.
- 19 octobre - 11 novembre : mouvement de rocade, occupation d'un secteur à l'est de Roubaix, après quelques jours de repos, la division est à nouveau en ligne dans le secteur de Saint-Genois[3].

8 novembre : la division est stationnée à l'est d'Avelgem. Après la signature de l'armistice, la division est transférée en Allemagne où elle est dissoute au cours de l'année 1919.

## Chefs de corps
| Grade                        | Nom                                 | Date                            |
| ---------------------------- | ----------------------------------- | ------------------------------- |
| Generalmajor                 | Hans Schach von Wittenau            | 1er mars - 29 juin 1915         |
| Generalleutnant              | Leo Sontag                          | 30 juin 1915 - 17 juin 1916     |
| Generalmajor/Generalleutnant | Carl von Wichmann                   | 18 juin 1916 - 1er juillet 1918 |
| Generalmajor                 | Helmuth Chlodwig Bruno von Maltzahn | 2 juillet 1918 - janvier 1919   |